# Nová Národní galerie
Nová Národní galerie (německy Neue Nationalgalerie) je galerie v Berlíně. Jedná se o stavbu poválečné západní moderny z let 1965–1968, jejímž autorem je architekt Ludwig Mies van der Rohe.

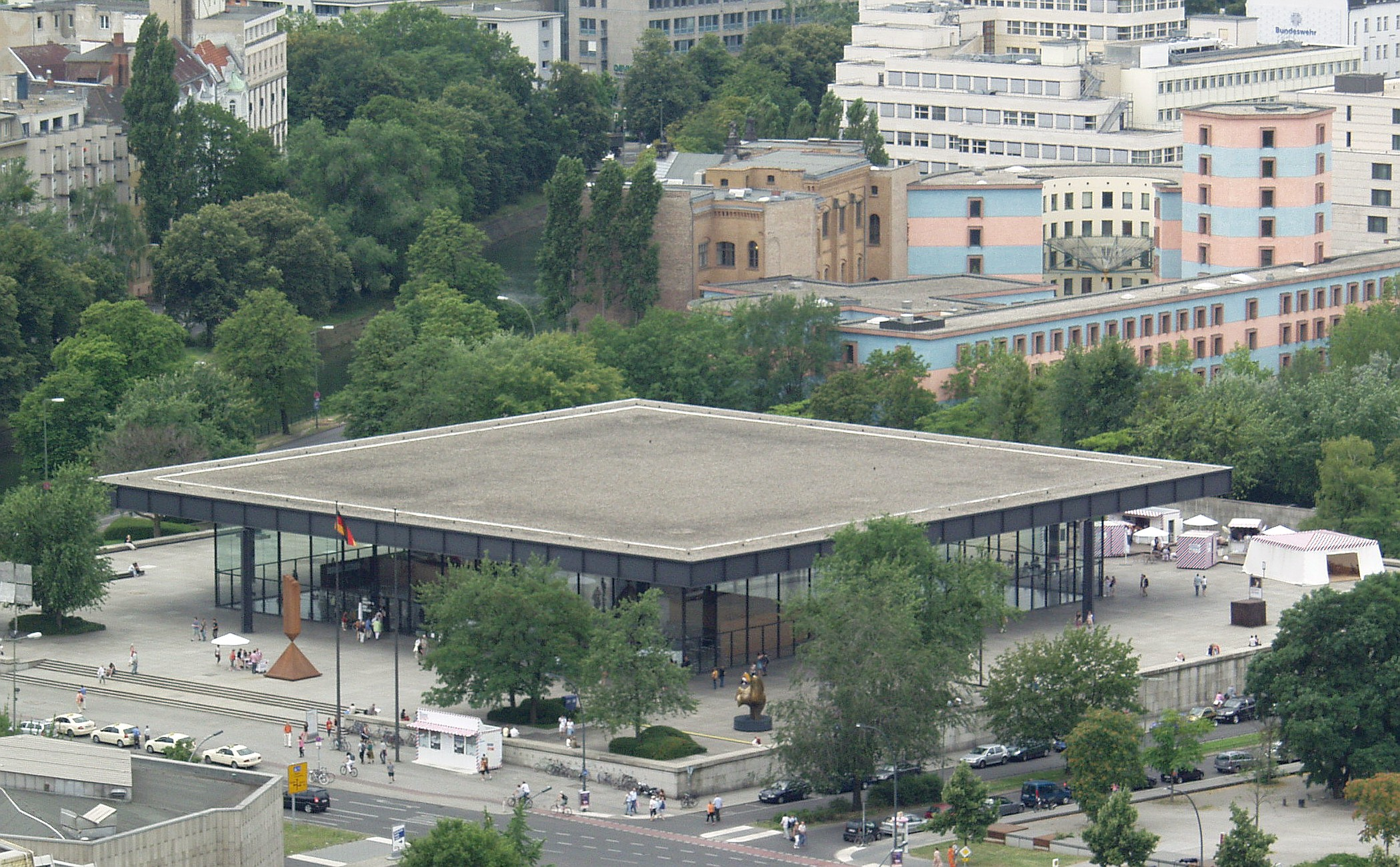
Pohled budovu Nové Národní galerie

Mies van der Rohe navrhl budovu galerie podle dřívější stavby s názvem Bacardi, která se nachází na Kubě. Ve srovnání s ní má však Nová Národní galerie rozsáhlejší ocelovou konstrukci. Obě budovy mají nicméně shodný čtvercový půdorys a oba objekty jsou shodné způsobem řešení střešní konstrukce. Obousměrně situované nosníky jsou podepřeny osmi sloupy po stranách. Tato konstrukce v své formě definuje velký prostor na vyvýšené plošině. Pavilon Nové národní galerie je tak překvapivě vzdušný a prostorný. Prostor pod rozsáhlou stropní konstrukcí je 8,5 metrů vysoký. Jediným konstrukčním prvkem, který tento prostor odděluje od exteriéru, jsou skleněné transparentní fasády.
 
Mies použil rozsáhlého schodiště, připomínající Shinkekův systém spojování různých výškových úrovní. Při tomto konceptu však van der Rohe dosáhl daleko většího efektu monumentality a spojení interiéru s exteriérem jako u budovy Bacardi.